# Campanularia crenata
Campanularia crenata is een hydroïdpoliep uit de familie Campanulariidae. De poliep komt uit het geslacht Campanularia. Campanularia crenata werd in 1876 voor het eerst wetenschappelijk beschreven door Allman. 